# 估涡语 (麻峨)
估涡语 (麻峨) (自称: ma21 ŋo21)是一种在中国云南省广南县由50人以下使用的一种缅彝语群语言。
估涡语(麻峨)在木美村(麻峨: mei55 te33)和者赖村(麻峨: ɕi55 te33)使用，都在八宝镇 (麻峨: ba33 wo33)。